# Belső-Mongólia Autonóm Terület
Belső-Mongólia Autonóm Terület (röviden Belső-Mongólia) Kína autonóm tartománya.

## Történelem
Kínának mindig szoros kapcsolata volt a tőle északra elterülő füves pusztákkal. Az ott élő, egymást követő nomád népekre a kínai síkság lakói nem tudták tartósan kiterjeszteni hatalmukat. A nomádok viszont időről időre meghódították Kína egy részét vagy éppen egészét, de tartósan nem tudták uralmuk alatt tartani.
Különböző népek hosszú sora után a mongol törzseket 1206-ban egyesítette Dzsingisz kán. 1271-ben Dzsingisz kán unokája, Kubiláj kán kínai császárrá nyilvánította magát. Addigra a mongolok ténylegesen meghódították egész Kínát.
1368-ban Kínából kiűzték a mongol eredetű Jüan-dinasztiát. Az új kínai dinasztia, a Ming-dinasztia, nem hódította meg a tulajdonképpeni Mongóliát, az továbbra is független mongol uralkodók birtoka volt. Ezért helyreállították a kínai nagy falat, akkor nyerte el ma látható formáját. A fal ma nagyjából Belső-Mongólia déli határán húzódik.
Idők járásával Mandzsúriában megerősödött a mandzsu nép. Ők is nomádok voltak. A meggyengült mongolok 1635-ben alárendelték magukat a mandzsu uralkodónak. 1644-re pedig a mandzsuk elfoglalták Kínát és új kínai dinasztiát alapítottak, a Csing-dinasztiát. Így került Mongólia a kínai császár birtokába.
A mandzsu uralkodók nem egy egységként kormányozták a mongolok lakta területeket. Kína felől nézve Külső-Mongóliában (ma a független Mongólia állam) meghagyták a korábbi mongol berendezkedést, vezető réteget. A kínai uralmat mindössze egy tábornok jelentette az egész hatalmas térségben. Belső-Mongólia helyzete annyiban különbözött, hogy itt megengedték a kínaiak letelepedését, illetve szorosabb volt a katonai felügyelet a mongol hercegek felett. A kínaiak tömeges betelepülését a vasutak építése segítette elő.
A Kínai Köztársaság kikiáltása után Külső-Mongólia 1911-ben elszakadt Kínától, kikiáltotta függetlenségét. Kína belső viszonyai nem engedték meg, hogy ez ellen érdemi lépést tegyen. Belső-Mongóliában is sok híve volt a Mongóliához csatlakozásnak, de a dzsingiszida (Dzsingisz kán leszármazottja) hercegek többsége ellenezte ezt, jobbnak látták a modernizálódó Kínát, mint a múltba visszaforduló, teokratikus monarchiát építő független Mongóliának való alávetettséget. Végül Belső-Mongólia kínai uralom alatt maradt. Területéből kínai tartományokat szerveztek.
1931-ben Mandzsúriában kikiáltották Mandzsukuo japán bábállamot. Sok olyan terület tartozott hozzá, amely korábban Belső-Mongólia része volt. A japánok a II. világháborúban meghódították a volt Belső-Mongólia szinte teljes területét. Itt önálló mongol bábállamot szerveztek (Mengkukuo) amely független volt a Pekingben székelő kínai bábállamtól. Ez a mongol állam a japán fegyverletételig létezett.
1945-ben szovjet és Külső-Mongóliából (a ma is létező független Mongólia) érkezett csapatok szállták meg Belső-Mongóliát. Ekkoriban itt a lakosság 15%-a volt mongol, 83%-a han kínai. Szovjet támogatással a kínai kommunisták vették át az itteni tartományok igazgatását. 1947-ben (tehát két évvel a Kínai Népköztársaság hivatalos kikiáltása előtt) megszervezték Belső-Mongólia Autonóm Területet. A következő években még gyakran változott a határa, de végül is hozzácsatoltak minden olyan területet, ahol jelentősebb mongol lakosság élt.
A kulturális forradalom idején üldözték az autonóm terület korábbi vezetőit. A tisztogatási hullám végül a teljes mongol népesség ellen fordult. 1969-ben kevés híján egész Belső-Mongóliát szétosztották a szomszédos tartományok között, de 1979-ben visszaállították a korábbi állapotot.

## Gazdasága
A régió gazdag ásványkincsekben. Ezek kitermelése legújabban futott fel, így névlegesen, kínai mércével mérve magas lett az egy főre jutó GDP.
A mongol határtól délre, Paotou városától nyugati irányban található a Kubuki-sivatag, ahol "Nagy Napfal" néven építenek egy 400 km hosszú, átlagosan 5 km széles naperőmű-rendszert, amely a tervek szerint 2030-ra készül el és évi 48 milliárd kWh tiszta energiát termel majd a Peking-Tianjin-Hebei régió számára. Más források szerint akár 100-180 gigawattos energiatermelés is elérhető lesz. A terület évente 3100 órán át élvezi a napsütést. A projekt az elsivatagosodás ellen is alkalmas lesz. A napelemeket úgy helyezik el, hogy azok árnyékában legelő állatok számára növényzet nőhessen.

## Népesség
| 2010 | 24 706 321 |
| 2020 | 24 049 155 |